# Aleksiej Sielin
Aleksiej Walentinowicz Sielin (ros. Алексей Валентинович Селин, ur. 9 lipca 1979 w Woskriesiensku) – rosyjski szpadzista, dwukrotny medalista mistrzostw świata.
W 1996 roku zdobył indywidualnie złoty medal na mistrzostwach świata kadetów w Tournai. Na mistrzostwach świata juniorów w Keszthely w 1999 roku zdobył indywidualnie kolejny złoty medal.
Podczas mistrzostw świata w Lizbonie w 2002 roku Rosjanie w składzie: Pawieł Kołobkow, Siergiej Koczetkow, Aleksiej Sielin i Wiaczesław Sielin zdobyli srebrny medal w zawodach drużynowych. Na rozgrywanych rok później mistrzostwach świata w Hawanie wspólnie z Sielinem, Kołobkowem i Igorem Turczinem zdobył drużynowo złoty medal. Był też między innymi piąty drużynowo na mistrzostwach świata w Lipsku w 2005 roku.
Nigdy nie wziął udziału w igrzyskach olimpijskich.